# Спакенкілл (Нью-Йорк)
Спакенкілл (англ. Spackenkill) — переписна місцевість (CDP) в США, в окрузі Дачесс штату Нью-Йорк. Населення — 4223 особи (2020).

## Географія
Спакенкілл розташований за координатами 41°39′14″ пн. ш. 73°54′41″ зх. д. / 41.65389° пн. ш. 73.91139° зх. д. (41.654009, -73.911367).  За даними Бюро перепису населення США в 2010 році переписна місцевість мала площу 4,60 км², з яких 4,60 км² — суходіл та 0,00 км² — водойми.

## Демографія
Згідно з переписом 2010 року, у переписній місцевості мешкали 4123 особи в 1389 домогосподарствах у складі 1176 родин. Густота населення становила 896 осіб/км².  Було 1439 помешкань (313/км²).
Расовий склад населення:
| - 79,9 % — білих - 10,9 % — азіатів - 4,7 % — чорних або афроамериканців - 0,1 % — вихідців з тихоокеанських островів - 2,0 % — осіб інших рас |

До двох чи більше рас належало 2,3 %. Частка іспаномовних становила 7,2 % від усіх жителів.
За віковим діапазоном населення розподілялося таким чином: 25,7 % — особи молодші 18 років, 57,2 % — особи у віці 18—64 років, 17,1 % — особи у віці 65 років та старші. Медіана віку мешканця становила 44,0 року. На 100 осіб жіночої статі у переписній місцевості припадало 95,5 чоловіків;  на 100 жінок у віці від 18 років та старших — 92,5 чоловіків також старших 18 років.
Середній дохід на одне домашнє господарство  становив 127 899 доларів США (медіана — 114 297), а середній дохід на одну сім'ю — 136 648 доларів (медіана — 124 130). Медіана доходів становила 93 466 доларів для чоловіків та 62 500 доларів для жінок. За межею бідності перебувало 0,9 % осіб, у тому числі 0,0 % дітей у віці до 18 років та 2,6 % осіб у віці 65 років та старших.
Цивільне працевлаштоване населення становило 2173 особи. Основні галузі зайнятості: освіта, охорона здоров'я та соціальна допомога — 32,0 %, науковці, спеціалісти, менеджери — 19,7 %, виробництво — 8,8 %, роздрібна торгівля — 8,4 %.